# Opération-Mystère
Opération-Mystère est une série télévisée jeunesse québécoise en 80 épisodes de 25 minutes en noir et blanc diffusée entre le 27 juin 1957 et le 19 juin 1959 à la Télévision de Radio-Canada.

## Synopsis
Cette série de science-fiction nous présente le sombre professeur Narthon qui complote avec les Martiens pour faire sauter la Terre. Luc et Luce, aidés du robot Oscar, s'interposent pour l'en empêcher ! Tout était joué en direct, avec le risque qu'il fallait courir.

## Distribution
- D. Boucher : Montclair
- Yvette Brind'Amour : Altaar
- Hervé Brousseau : Luc
- Marcel Cabay : Le professeur Narthon, Arsène
- Yvon Dufour
- Pierre Dufresne : Blais
- Bertrand Gagnon : Marcus
- Roger Garand : Rap
- Paul Gauthier : Sextus
- Georges Groulx : Tanar
- Luce Guilbeault : Cellamare
- François Lavigne
- Hélène Loiselle : Tanagra
- Louise Marleau : Luce
- Alain Michel : Rokosky
- Gérard Poirier et Claude Préfontaine : Professeur Caïus
- Raymond Poulin : Turgeon
- Gifles Rochette : Rustov
- Percy Rodriguez (et René Ouellet) : Oscar le robot
- R. Sicotte : Pruneau

## Fiche technique
- Scénariste : Léon Dewinne ou Léon Dewine[2]
- Réalisation : Louis Bédard, Rolland Guay, Paul Legault
- Maurice Beaudry : effets sonores
- Roger Beaudry : effets spéciaux
- Guy Brousseau : technicien
- Edmondo Chiodini : décorateur
- Gérard Dussault : directeur des éclairages
- Norma Fiorentu : maquillages
- Colette Godard : costumes
- Jean-Louis Huard : directeur technique
- Huguette Marleau : script-girl
- Jacques Mathieu : technicien
- Gérard Ouellette : directeur du son

## Indicatif musical
« Man from Mars », de l'album Soundproof, interprété par Ferrante & Teicher, disque Westminster WP 6014, réédité en CD fin 2007 : étiquette él, #ACMEM 124 CD